# Red sv. Štefana, papeža in mučenca
Red sv. Štefana, papeža in mučenca (uradno Sacro Militare Ordine di Santo Stefano Papa e Martire, Sveti vojaški red sv. Štefana, papeža in mučenca) je katoliški toskanski dinamični vojaški red, ustanovljen leta  1561. Red je ustanovil  Cosimo I. Medičejski, prvi veliki vojvoda Toskane. Zadnji  veliki mojster iz dinastije Medici je bil Gian Gastone de Medici leta 1737. Red je bil dokončno  razpuščen leta 1859  ob priključitvi Toskane h Kraljevini Sardiniji. Bivša Kraljevina Italija in sedanja Republika Italija ne priznavata reda kot uradne ustanove, kot zasebno ustanovo ga pa dopuščata.

## Zgodovina
Red je 1. oktobra 1561 ustanovil Cosimo I. Medičejski, prvi veliki vojvoda Toskane, z odobritvijo papeža Pija IV.  Red je prevzel pravila benediktinskega reda. Prvi veliki mojster reda je bil sam Cosimo. Na tem položaju so ga nasledili naslednji toskanski  velki vojvode. Posvetitev reda mučencu papežu Štefanu I., ki goduje 2. avgusta, je povezana s Cosimovo zmago v bitki pri Montemurlu 1. avgusta 1537 in bitki pri Marcianu (Scannagallu) 2. avgusta 1554.
Cilj reda je bila borba z osmanskimi Turki in pirati, ki so v 16. stoletju ropali po Sredozemskem morju. Turki in pirati so vdirali tudi globlje v zaledje Tirenskega morja, kjer je Cosimo nedavno slovesno odprl novo pristanišče Livorno. Cosimo je potreboval tudi simbolično borbo, ki bi združila plemstvo različnih italijanskih mest in ustvarila novo veliko vojvodino, vključno s Firencami in Sieno, in dokazovanje svoje  podpore katoliški cerkvi. In ne nazadnje bi ustanovitev toskanskega vojaškega reda utrdila notranji in mednarodni prestiž Cosimove nove države.  
V prvih letih po ustanovitvi je imel red nekaj uspehov v španski vojni proti Osmanom, bil prisoten med obleganjem Malte (1565), v bitki pri Lepantu (1571) in osvojitvi Annabe v Alžiriji leta 1607. Osvajalci so mesto požgali, ubili 470 ljudi in odpeljali 1.500 ujetnikov. Ko je red zaslovel po svoji agresivnosti, se je osredotočil na obrambo sredozemske obale pred turškimi in afriškimi pirati.  Vitezi so napadli nekaj osmanskih  egejskih otokov in sodelovali v pohodih v Dalmacijo, Negroponte in Krf.
Po letu 1640 se je vojaška dejavnost reda zmanjšala. Red se je osredotočil na obrambo obale in redovne dolžnosti, vendar se ni izognil priložnosti, da bi poslal pomoč Beneški republiki, ki je bila takrat v brezupni vojni z Osmanskim cesarstvom.  Zadnja vojaška operacija reda je bila leta 1719. 
Veliki vojvoda Peter Leopold Toskanski je red reorganiziral v izobraževalno ustanovo za toskansko plemstvo. Leopold je 7. marca 1791, šest mesecev potem, ko je postal cesar Svetega  rimskega cesarstva, ostopil s položaja velikega vojvode v korist svojega mlajšega sina Ferdinanda III. Ferdinand je bil prvi evropski suveren, ki je priznal Francosko republiko, a se je moral kljub temu ukloniti francoski oblasti, ki je leta 1799 okupirala Veliko vojvodino in Veliki magistrat sv. Štefana.  Red je preživel kratkoživo Kraljevino Etrurijo. Ferdinanda III. je po vrnitvi leta 1815 predlagal oživitev  Reda sv. Štefana. Z dekretom je tega leta razglasil Ripristinazione dell'Ordine dei Cavalieri di S. Stefano - Obnovitev reda vitezov sv. Stefana. Red je bil ponovno razpuščen leta 1859, ko je bila Toskana priključena h Kraljevini Sardiniji.

## Sedanje stanje
Potomci nekdanjih toskanskih vladajočih družin menijo, da je bil Red sv. Štefana dinastična in verska institucija, ki je italijanske oblasti niso smele razpustiti Red sv. Štefana zdaj podeljuje nadvojvoda Sigismund, veliki vojvodda Toskane, in trdi, da je nadaljevanje reda, ki ga je ustanovil veliki vojvoda Cosimo I. Z redom je trenutno povezanih okoli 80 oseb. Vsi člani morako biti rimokatoliki. Od tega pravila odstopajo nekateri državniki in člani kraljevih družin, ki so pripadniki kakšne druge krščanske veroizpovedi.

## Pogoji za sprejem
Kandidat za sprejem v red mora biti star najmanj osemnajst let, sposoben pokriti stroške, povezane s članstvom, plemič in ne potomec heretikov. Prvotni sedež reda je bil na otoku Elba, potem pa se je preselil v Piso. Po Redu sv. Štefana se imenuje Trg vitezov v Pisi, kjer je stala njihova palača. Grb reda tvori rdeč križ z osem kraki, obdan s štirimi zlatimi lilijami.

## Vir
- Gregor Gatscher-Riedl, Mario Strigl. Die roten Ritter. Zwischen Medici, Habsburgern und Osmanen. Die Orden und Auszeichnungen des Großherzogtums Toskana. Dunaj 2014. ISBN 978-3-9503061-5-6.